# Joseph Willibrord Mähler
Joseph Willibrord Mähler (né le 10 juin 1778 - mort le 20 juin 1860) est un peintre allemand.

## Biographie
Joseph Mähler naît à Coblence-Ehrenbreitstein le 10 juin 1778. Il est le fils de Franz Josef Mähler et Anna Johanna (née Vacano). 
Il étudie la peinture, d'abord à Dresde avec Anton Graff puis,  plus tard, à l'Académie des beaux-arts de Vienne. Mähler décide alors de travailler. Il devient officier des services secrets Geheime Kabinettskanzlei (de) (chancellerie secrète) à Vienne, tout en peignant à ses heures perdues.

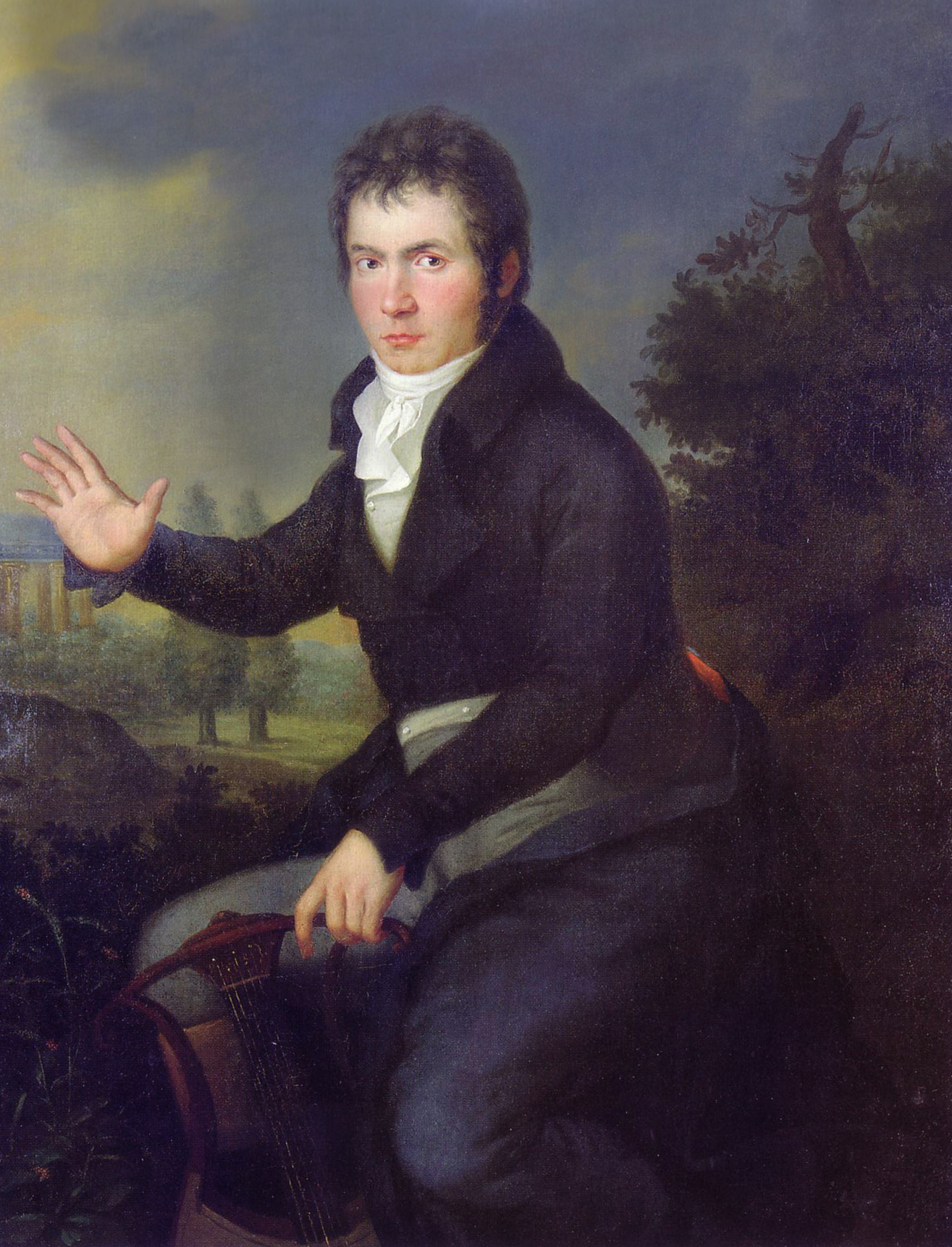
Ludwig van Beethoven (1804-1805)

Mähler est présenté à Ludwig van Beethoven au cours de l'hiver 1803-1804 par un ami de celui-ci, Stephan von Breuning (en). Il peint son premier portrait de Beethoven, qui montre les trois quarts du corps du compositeur dans un paysage arcadien, tenant une lyre-guitare à la main. Au XIXe siècle, cette illustration - l'une des rares représentations de Beethoven lorsqu'il était jeune - est devenue célèbre principalement grâce à une lithographie de Josef Kriehuber.
Vers 1815, Mähler réalise une série de portraits de compositeurs viennois contemporains. Comme écrit dans l' Allgemeine Musikzeitung (Revue générale de la musique) en août 1815, « tous se distinguent de la manière la plus honorable par le coup de pinceau efficace, la ressemblance descriptive et l'expression distinctive de leur âme. » Un portrait en demi-longueur de Beethoven fait partie de la série et le peintre en fera plusieurs versions. Il est décédé, à l'âge de 82 ans, à Vienne.